# Liste der Bodendenkmäler in Bad Griesbach im Rottal
Auf dieser Seite sind die Bodendenkmäler in der niederbayerischen Stadt Bad Griesbach im Rottal zusammengestellt. Diese Tabelle ist eine Teilliste der Liste der Bodendenkmäler in Bayern. Grundlage ist die Bayerische Denkmalliste, die auf Basis des Bayerischen Denkmalschutzgesetzes vom 1. Oktober 1973 erstmals erstellt wurde und seither durch das Bayerische Landesamt für Denkmalpflege geführt wird. Die folgenden Angaben ersetzen nicht die rechtsverbindliche Auskunft der Denkmalschutzbehörde.

## Bodendenkmäler der Gemeinde Bad Griesbach im Rottal

### Bodendenkmäler in der Gemarkung Griesbach im Rottal
| Lage                           | Objekt | Akten-Nr.     | Bild |
| ------------------------------ | --- | ------------- | ---- |
| Griesbach im Rottal (Standort) | Untertägige spätmittelalterliche und frühneuzeitliche Befunde sowie mittelalterlicher Vorgängerbau des ehemaligen Schlosses in Bad Griesbach im Rottal.                                                           | D-2-7545-0005 |      |
| Griesbach im Rottal (Standort) | Untertägige spätmittelalterliche und frühneuzeitliche Befunde sowie mittelalterlicher Vorgängerbau der katholischen Friedhofskirche St. Michael (ehemaligen katholischen Pfarrkirche) in Bad Griesbach im Rottal. | D-2-7545-0106 |      |

### Bodendenkmäler in der Gemarkung Karpfham
| Lage                   | Objekt | Akten-Nr.     | Bild |
| ---------------------- | --- | ------------- | ---- |
| Karpfham (Standort)    | Turmhügel des Mittelalters. | D-2-7545-0001 |      |
| Karpfham (Standort)    | Verebneter Burgstall des Mittelalters. | D-2-7545-0002 |      |
| Karpfham (Standort)    | Siedlung vor- und frühgeschichtlicher Zeitstellung. | D-2-7545-0003 |      |
| Karpfham (Standort)    | Siedlung vor- und frühgeschichtlicher Zeitstellung. | D-2-7545-0004 |      |
| Weihmörting (Standort) | Verebneter Burgstall des Mittelalters. | D-2-7545-0047 |      |
| Karpfham (Standort)    | Untertägige mittelalterliche und frühneuzeitliche Befunde und mittelalterlicher Vorgängerbau der katholischen Pfarrkirche Mariä Himmelfahrt und der Seelenkapelle zu den Vierzehn Nothelfern in Karpfham. | D-2-7545-0121 |      |

### Bodendenkmäler in der Gemarkung Reutern
| Lage               | Objekt | Akten-Nr.     | Bild |
| ------------------ | --- | ------------- | ---- |
| Reutern (Standort) | Schürfgrubenfeld vor- und frühgeschichtlicher und mittelalterlicher Zeitstellung.                                                                        | D-2-7545-0006 |      |
| Reutern (Standort) | Schürfgrubenfeld vor- und frühgeschichtlicher oder mittelalterlicher Zeitstellung.                                                                       | D-2-7545-0007 |      |
| Reutern (Standort) | Grabhügel vor- und frühgeschichtlicher Zeitstellung oder Turmhügel des Mittelalters.                                                                     | D-2-7545-0008 |      |
| Reutern (Standort) | Schürfgrubenfeld vor- und frühgeschichtlicher oder mittelalterlicher Zeitstellung.                                                                       | D-2-7545-0010 |      |
| Reutern (Standort) | Burgstall des Mittelalters. | D-2-7545-0011 |      |
| Reutern (Standort) | Burgstall des Mittelalters. | D-2-7545-0012 |      |
| Reutern (Standort) | Station des Paläolithikums. | D-2-7545-0013 |      |
| Reutern (Standort) | Station des Mesolithikums und des Neolithikums unter dem Abri „Hohler Stein“.                                                                            | D-2-7545-0014 |      |
| Reutern (Standort) | Felsdurchschlupf mit Stationen des Mesolithikums, des Neolithikums sowie Siedlung der karolingisch-ottonischen Zeit.                                     | D-2-7545-0015 |      |
| Reutern (Standort) | Vorneolithische Station und Siedlung des Neolithikums.                                                                                                   | D-2-7545-0016 |      |
| Reutern (Standort) | Station des Mesolithikums und des Neolithikums. | D-2-7545-0017 |      |
| Reutern (Standort) | Siedlung vor- und frühgeschichtlicher Zeitstellung. | D-2-7545-0018 |      |
| Reutern (Standort) | Siedlung und verebnetes Grabenwerk vor- und frühgeschichtlicher Zeitstellung.                                                                            | D-2-7545-0095 |      |
| Reutern (Standort) | Untertägige spätmittelalterliche und frühneuzeitliche Befunde sowie mittelalterlicher Vorgängerbau der katholischen Pfarrkirche St. Valentin in Reutern. | D-2-7545-0130 |      |
| Reutern (Standort) | Untertägige frühneuzeitliche Befunde im Bereich der Wieskapelle Hl. Dreifaltigkeit bei Reutern.                                                          | D-2-7545-0131 |      |
| Reutern (Standort) | Siedlung der Bronzezeit. | D-2-7545-0140 |      |
| Reutern (Standort) | Siedlung des Neolithikums. | D-2-7545-0160 |      |
| Reutern (Standort) | Siedlung und Verhüttungsplatz des frühen Mittelalters sowie vorneolithische Station und neolithische Siedlung.                                           | D-2-7545-0161 |      |
| Reutern (Standort) | Siedlung des Neolithikums. | D-2-7545-0162 |      |
| Reutern (Standort) | Vorneolithische Station. | D-2-7545-0163 |      |
| Reutern (Standort) | Schürfgrubenfeld vor- und frühgeschichtlicher Zeitstellung und des Mittelalters.                                                                         | D-2-7545-0164 |      |

### Bodendenkmäler in der Gemarkung Sankt Salvator
| Lage                      | Objekt | Akten-Nr.     | Bild |
| ------------------------- | --- | ------------- | ---- |
| Sankt Salvator (Standort) | Schürfgrubenfeld vor- und frühgeschichtlicher oder mittelalterlicher Zeitstellung. | D-2-7445-0023 |      |
| Königbach (Standort)      | Teilweise verebnete Viereckschanze der späten Latènezeit. | D-2-7445-0039 |      |
| Sankt Salvator (Standort) | Untertägige mittelalterliche und frühneuzeitliche Befunde der katholischen Filialkirche Kreuzauffindung in Reisbach.                                                                                            | D-2-7445-0066 |      |
| Sankt Salvator (Standort) | Untertägige mittelalterliche und frühneuzeitliche Befunde der ehemalige Prämonstratenserabtei sowie mittelalterlicher Vorgängerbau der ehemaligen Abtei- und jetzigen Pfarrkirche St. Salvator in St. Salvator. | D-2-7445-0068 |      |
| Sankt Salvator (Standort) | Verebnetes Grabenwerk und Siedlung vor- und frühgeschichtlicher Zeitstellung. | D-2-7542-0092 |      |

### Bodendenkmäler in der Gemarkung Weng
| Lage            | Objekt | Akten-Nr.     | Bild |
| --------------- | --- | ------------- | ---- |
| Weng (Standort) | Untertägige mittelalterliche und frühneuzeitliche Befunde sowie mittelalterlicher Vorgängerbau der katholischen Wallfahrtskirche St. Wolfgang in St. Wolfgang. | D-2-7544-0099 |      |
| Weng (Standort) | Untertägige mittelalterliche und frühneuzeitliche Befunde im Bereich der katholischen Pfarrkirche St. Johannes der Täufer in Weng.                             | D-2-7544-0103 |      |
| Weng (Standort) | Pestfriedhof des späten Mittelalters oder der frühen Neuzeit.                                                                                                  | D-2-7544-0129 |      |
| Weng (Standort) | Schürfgrubenfeld vor- und frühgeschichtlicher oder mittelalterlicher Zeitstellung.                                                                             | D-2-7545-0020 |      |
| Weng (Standort) | Schürfgrubenfeld vor- und frühgeschichtlicher oder mittelalterlicher Zeitstellung                                                                              | D-2-7545-0021 |      |
| Weng (Standort) | Untertägige mittelalterliche und frühneuzeitliche Befunde im Bereich der ehemaligen Pfarrkirche St. Stephan in Grieskirchen.                                   | D-2-7545-0158 |      |